# مارتن فاي
مارتن فاي (بالإنجليزية: Martin Fay)‏ هو عازف كمان ‏ أيرلندي، ولد في 19 سبتمبر 1936 في دبلن في جمهورية أيرلندا، وتوفي في 14 نوفمبر 2012.

## وصلات خارجية
- مارتن فاي على موقع IMDb (الإنجليزية)
- مارتن فاي على موقع ميوزك برينز (الإنجليزية)
- مارتن فاي على موقع ديسكوغز (الإنجليزية)
- مارتن فاي على موقع ديسكوغز (الإنجليزية)